# Cambriano
| Período Cambriano Há 541–485.4 milhões de anos PreЄ Є O S D C P T J K Pg N |                                                |
|                                                                            |                                                |
| Teor médio de o2 atmosférico durante o período                             | ca. 12.5 Vol % (63 % do nível atual)           |
| Teor médio do CO2 atmosférico durante o período                            | ca. 4500 ppm (16 vezes o nível pré-industrial) |
| Temperatura média da superfície durante o período                          | ca. 21 °C (7 °C acima do nível atual)          |
| Nível do mar (acima dos dias de hoje)                                      | Subindo paulatinamente de 30m para 90m         |

Na escala de tempo geológico, o Cambriano ou Câmbrico é o período da era Paleozoica do éon Fanerozoico que está compreendido entre há 538,8 milhões e 486,85 milhões de anos, aproximadamente. O período Cambriano sucede o período Ediacarano da era Neoproterozoica ou precambrico do éon Proterozoico e precede o período Ordoviciano de sua era. Divide-se nas épocas Terrenóvica, Cambriana Série 2, Miaolínguica e Furônguica, da mais antiga para a mais recente. O nome Cambriano vem de Câmbria, que é a latinização de Cymru, o nome pelo qual os povos antigos que habitavam o País de Gales chamavam suas terras, onde foram encontrados os primeiros estratos rochosos deste período.
Os locais onde se encontram rochas e fósseis deste período são relativamente raros, sendo os principais o Folhelho Burgess, no Canadá, os Folhelhos de Maotianshan (ou biota de Chengjiang), na China e os argilitos de Emu Bay, na Austrália.

## Paleogeografia

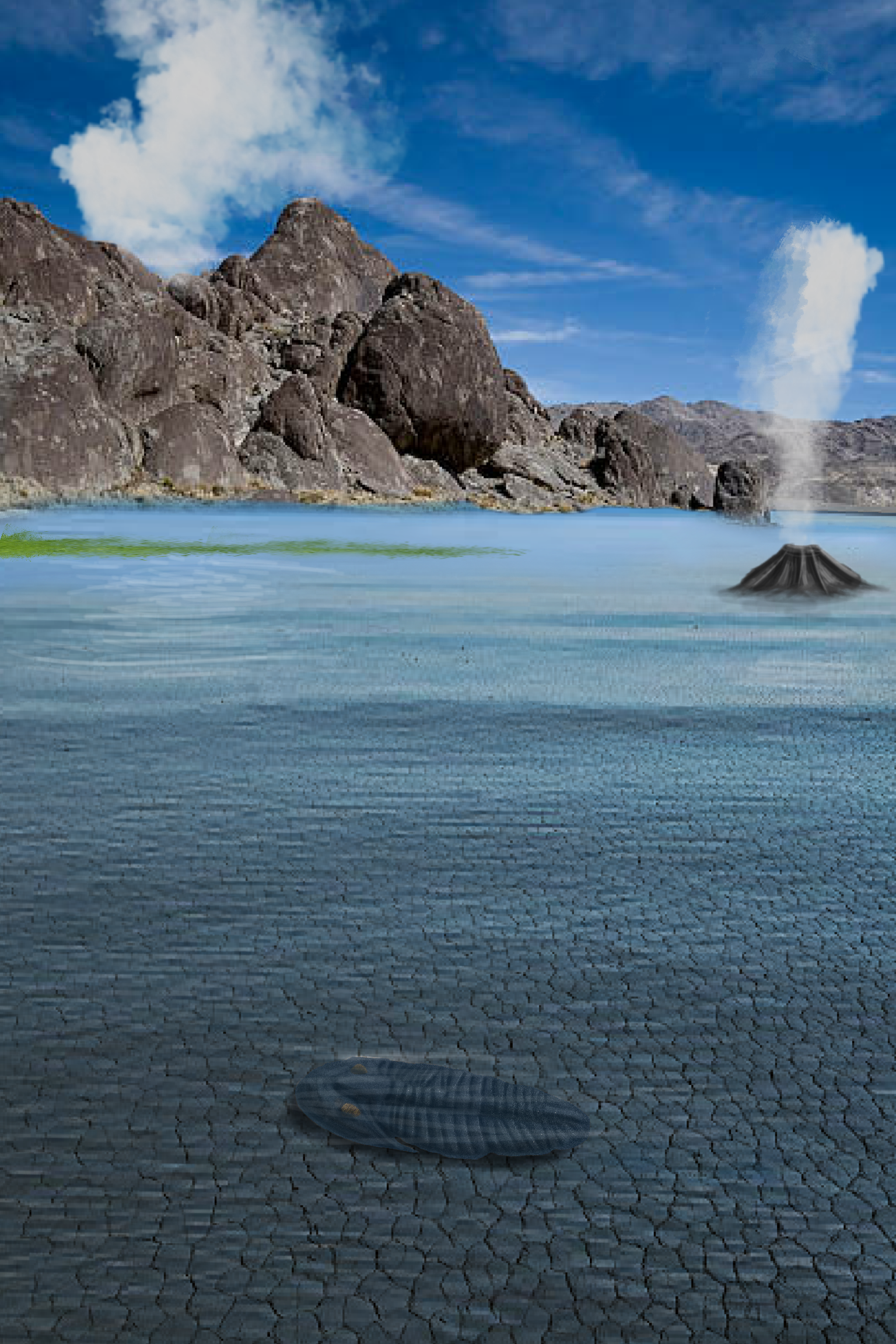
Reconstrução do Paibiano.

Existiam quatro continentes no Cambriano, três pequenos mais ou menos na região entre os trópicos: Laurência (parte central da América do Norte), Báltica (parte da Europa) e Sibéria (mesma região no leste russo); e um supercontinente no sul: Gondwana. Todos esses continentes eram de simples rocha nua e estéril, já que neste período ainda não existiam plantas, ainda que alguns especialistas acreditem que nas regiões mais úmidas poderia crescer um manto composto de fungos, algas e líquenes.
Os climas do mundo eram bem mais quentes; não havia nenhuma glaciação. A maior parte dos continentes encontrava-se nas latitudes tropicais e temperadas do sul, que suportaram o crescimento de recifes extensivos de espécies do grupo Archaeocyatha na água rasa no Cambriano Inferior.
O hemisfério norte era quase totalmente coberto por um oceano colossal, ao qual os paleontólogos deram o nome de Panthalassa. Também havia oceanos menores separando os continentes no hemisfério sul.

## Fauna
Durante o Cambriano, ocorre uma maior diversificação da vida, evento conhecido como explosão cambriana, devido ao período de tempo relativamente curto em que esta diversidade de espécies "surge". Dentre estas espécies, estão os graptólitos dendróides, que surgem no Cambriano Superior, e os arqueociatos, que surgem no Cambriano Inferior e extinguem-se no Cambriano Médio.
O Cambriano marca um ponto importante na história da vida na Terra, é o período de tempo em que a maioria dos grupos principais de animais apareceram no registro fóssil. Por muito tempo se considerou os fósseis do Cambriano como os mais antigos de nosso planeta, porém, atualmente foram encontrados fósseis mais antigos, que datam do período Vendiano (a última das partes dos chamados tempos Pré-Cambrianos).
Os animais mostraram uma diversificação dramática durante este período da história da Terra. O maior registro de grupos animais ocorreu durante os estágios Tomotiano e  Atdabaniano do Cambriano Superior, em um intervalo de tempo de aproximadamente cinco milhões de anos, o que é extremamente curto para os padrões geológicos, motivo que faz surgir muitas dúvidas e especulações sobre a explosão cambriana e é constantemente utilizado pelos opositores da teoria da evolução para fundamentar suas críticas a esta. Alguns geólogos russos e franceses publicaram experimentos que revelaram ser 0,05% do tempo antes atribuído para a formação do cambriano-odoviciano . Os principais animais encontrados em todo o mundo são os anelídeos, artrópodes, braquiópodes, equinodermos, moluscos monoplacóforos, onicóforos, esponjas, e priapulídeos.
A primeira subdivisão do Cambriano Inferior, a idade Tomotiana, que recebeu este nome devido à região da Sibéria onde suas rochas foram encontradas, viu a primeira radiação principal dos animais, incluindo a primeira aparência de um grande número de taxa de animais mineralizados tais como braquiópodes, trilobites, arqueociatos e equinodermos.
O Folhelho Burgess, na província canadense de Colúmbia Britânica é considerado por muitos como o mais importante sítio fossilífero do período Cambriano. Abaixo algumas espécies descritas no local:

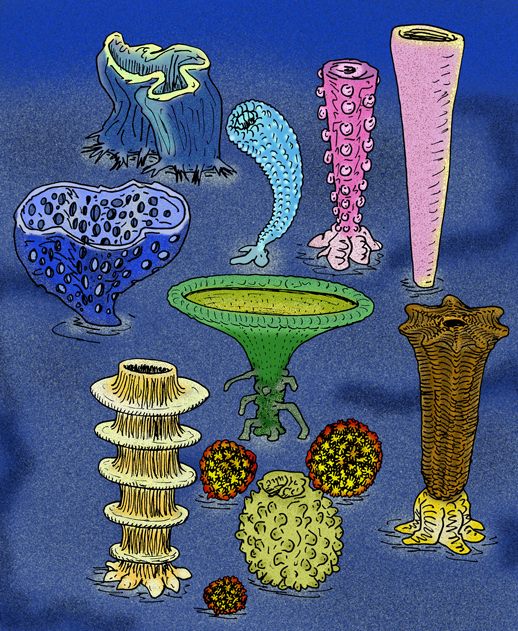
arqueociatos (Poríferos)
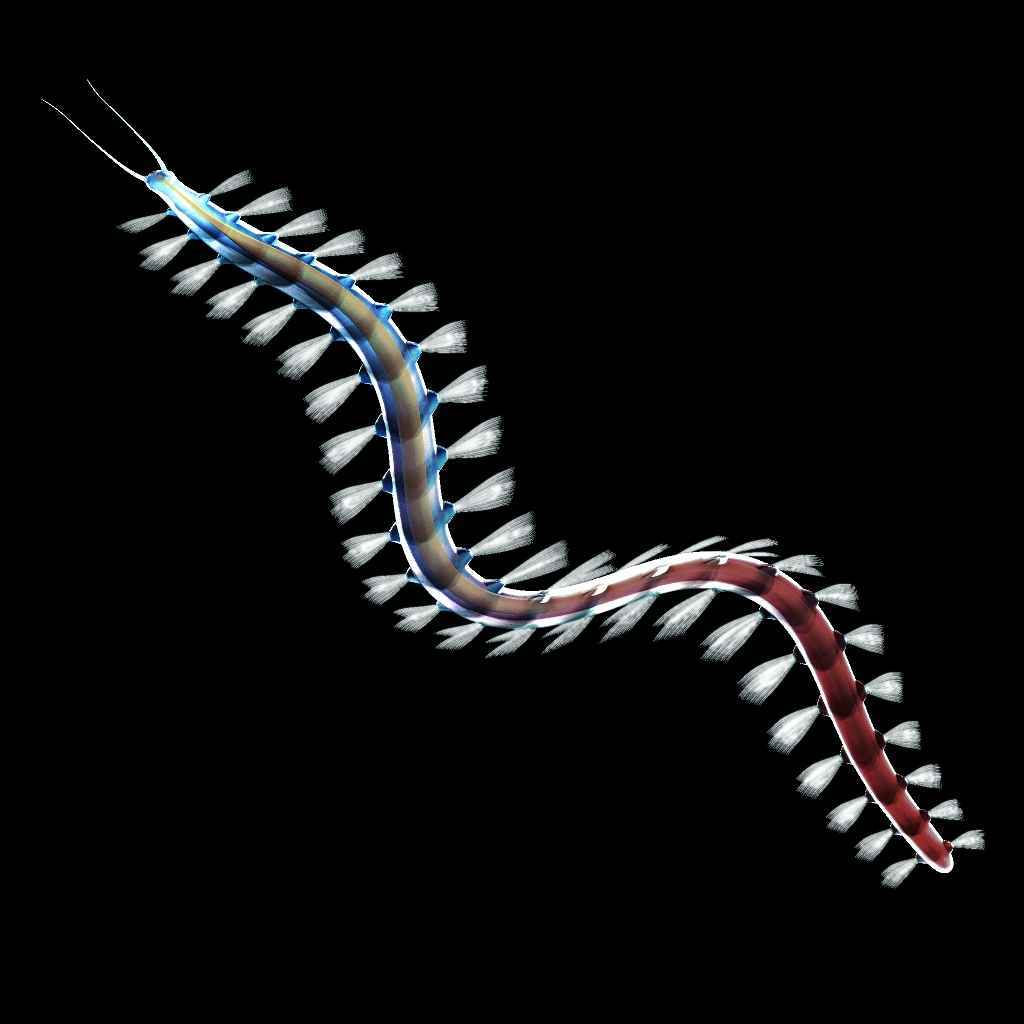
Burgessochaeta um anelídeo poliqueta
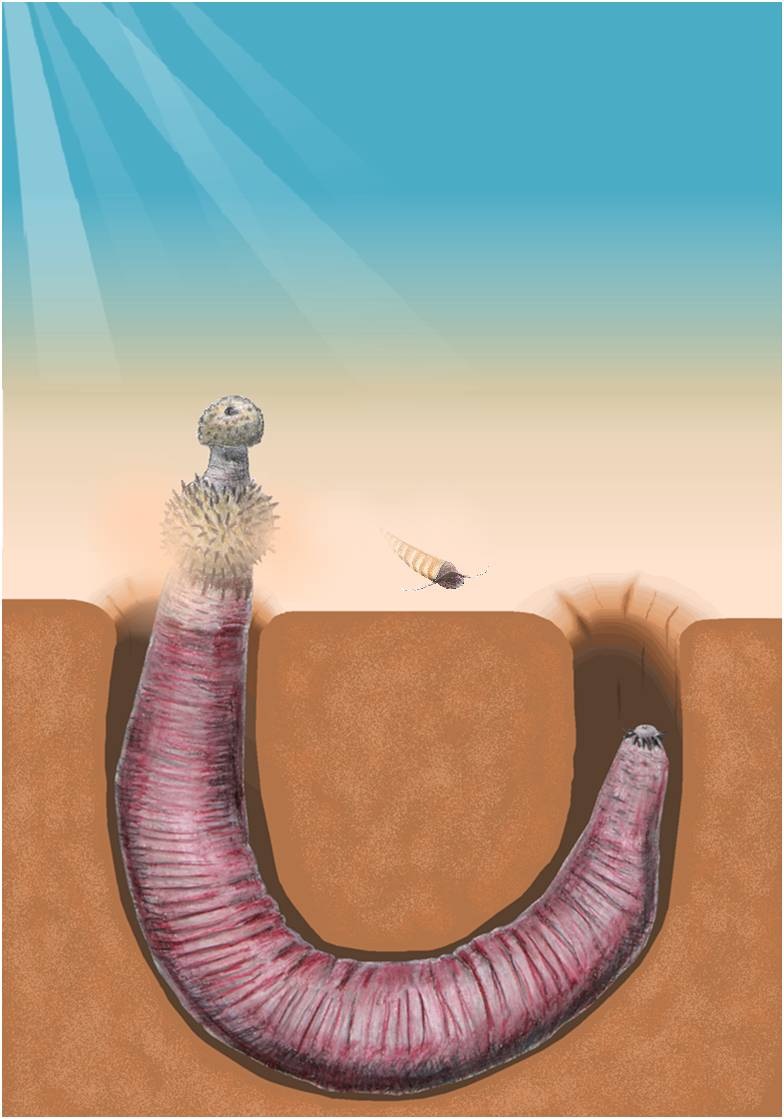
Ottoia Um priapulídeo Comprimento: 8 cm
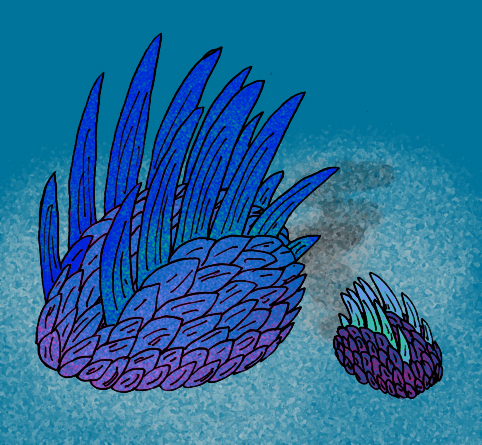
Wiwaxia um possível molusco primitivo
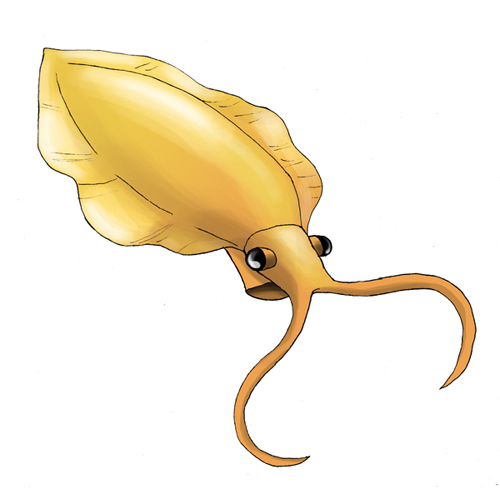
Nectocaris pteryx um molusco cefalópode primitivo
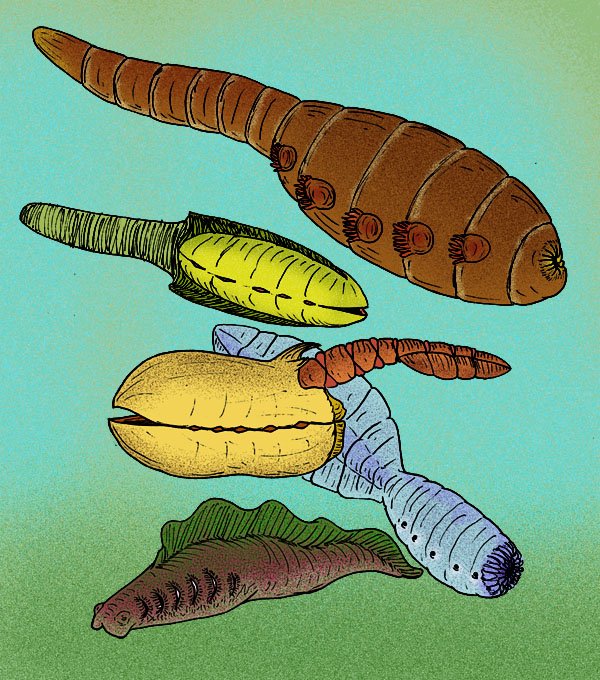
Vários animais do subfilo Vetulicolia, cordados primitivos
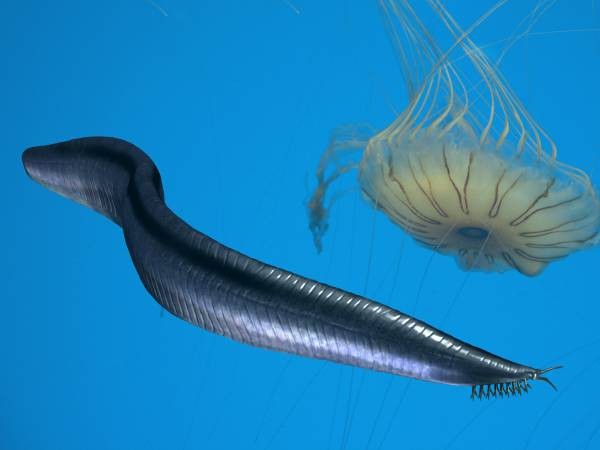
Pikaia um cefalocordado Comprimento: 5 cm
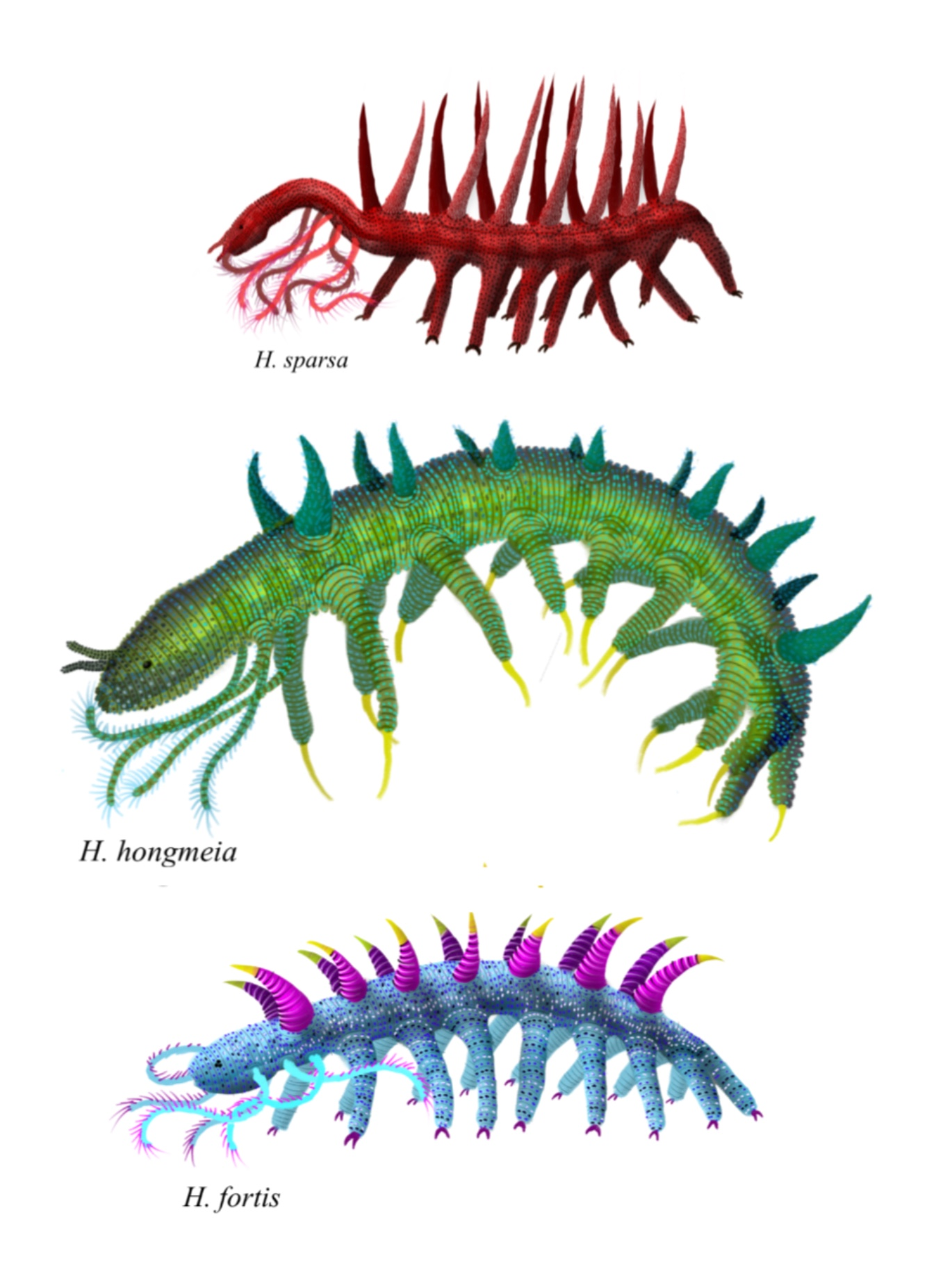
Hallucigenia um possível onicóforo
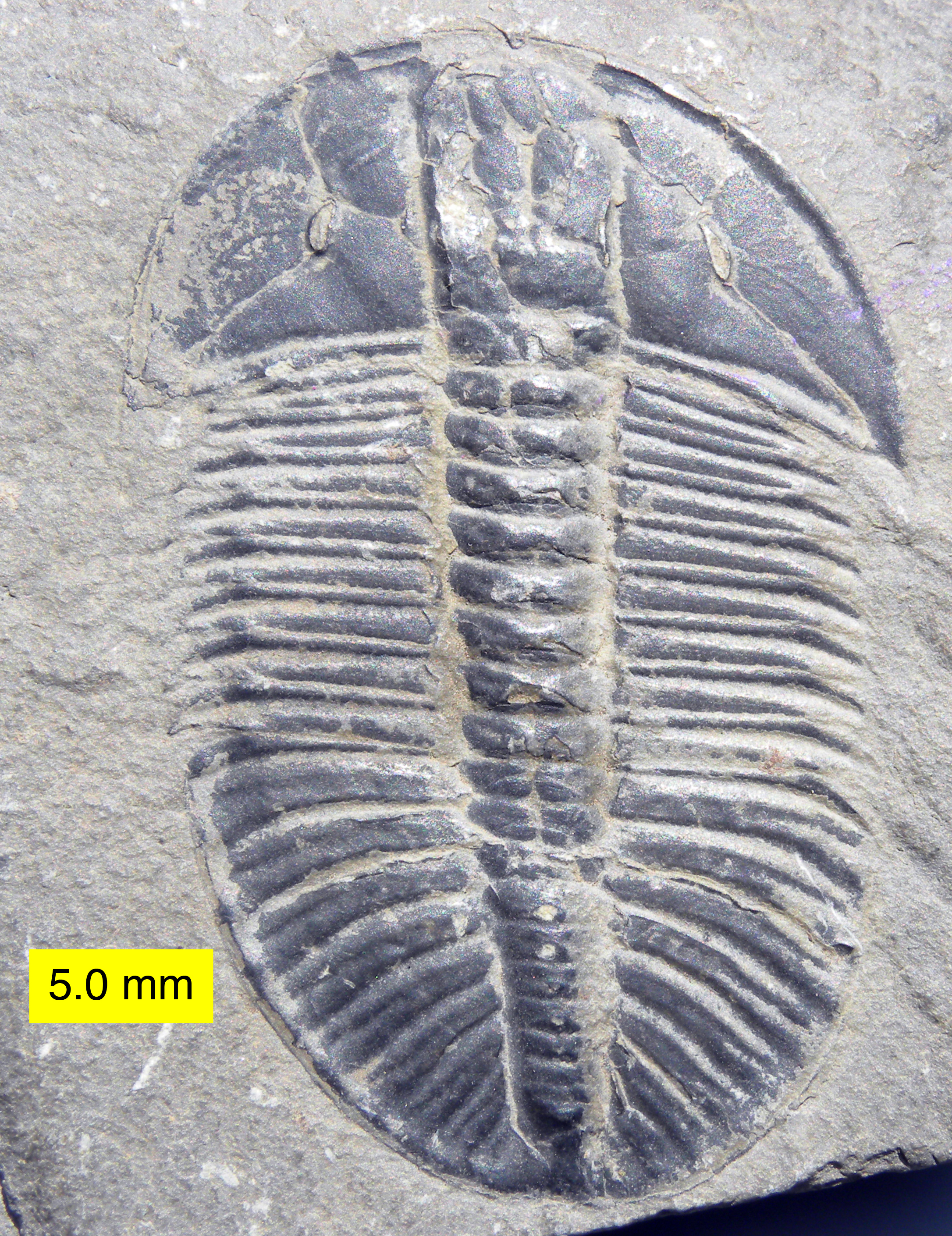
Olenoides um artrópode trilobite Comprimento: 10 cm
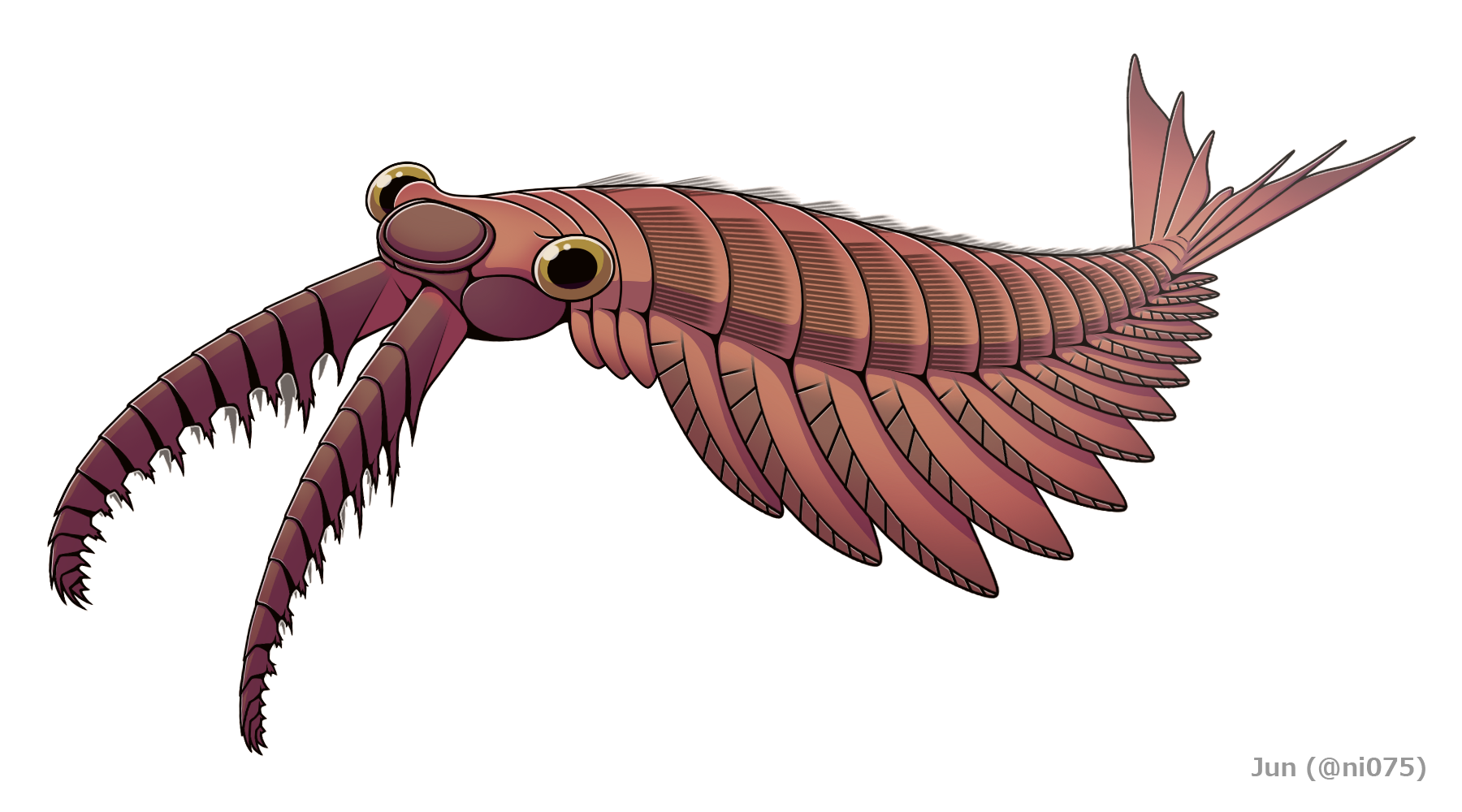
Anomalocaris um artrópode dinocarido Comprimento: 1 m
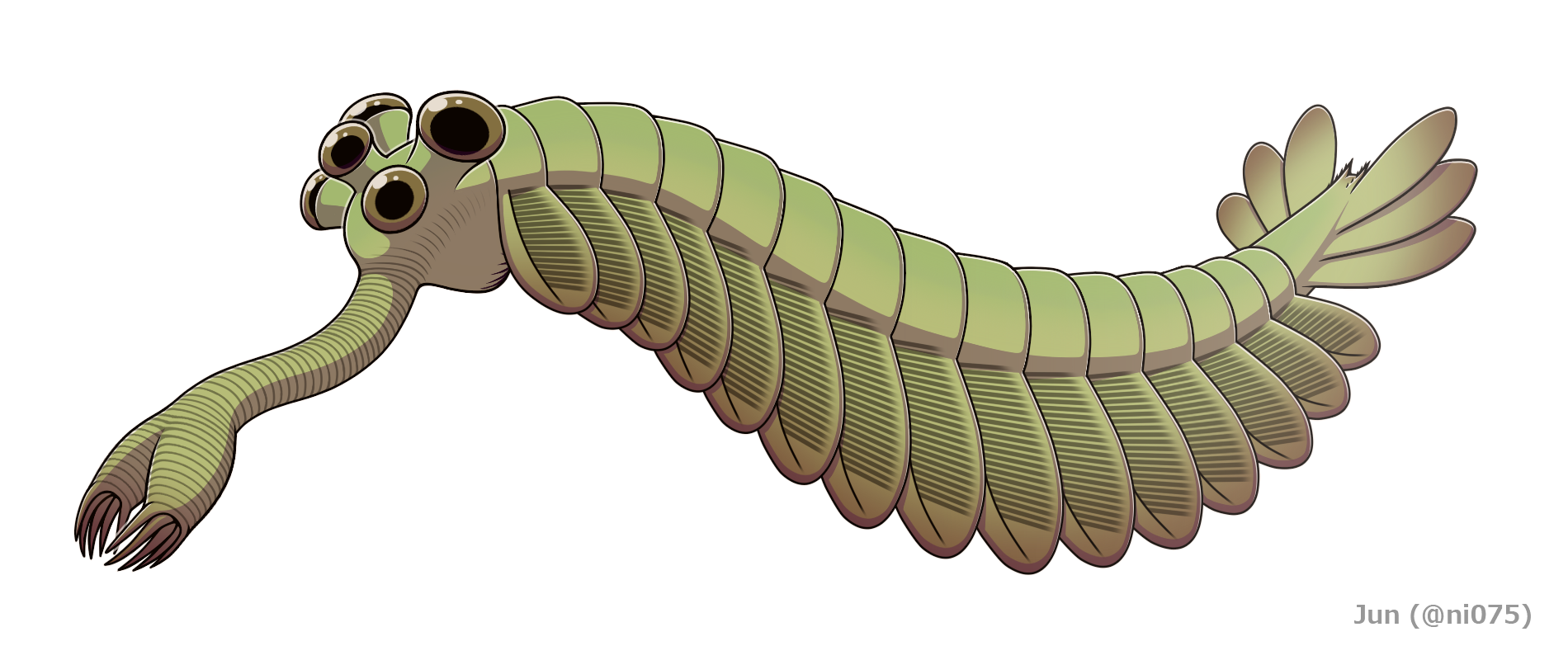
Opabinia regalis um artrópode dinocarido Comprimento: 8 cm
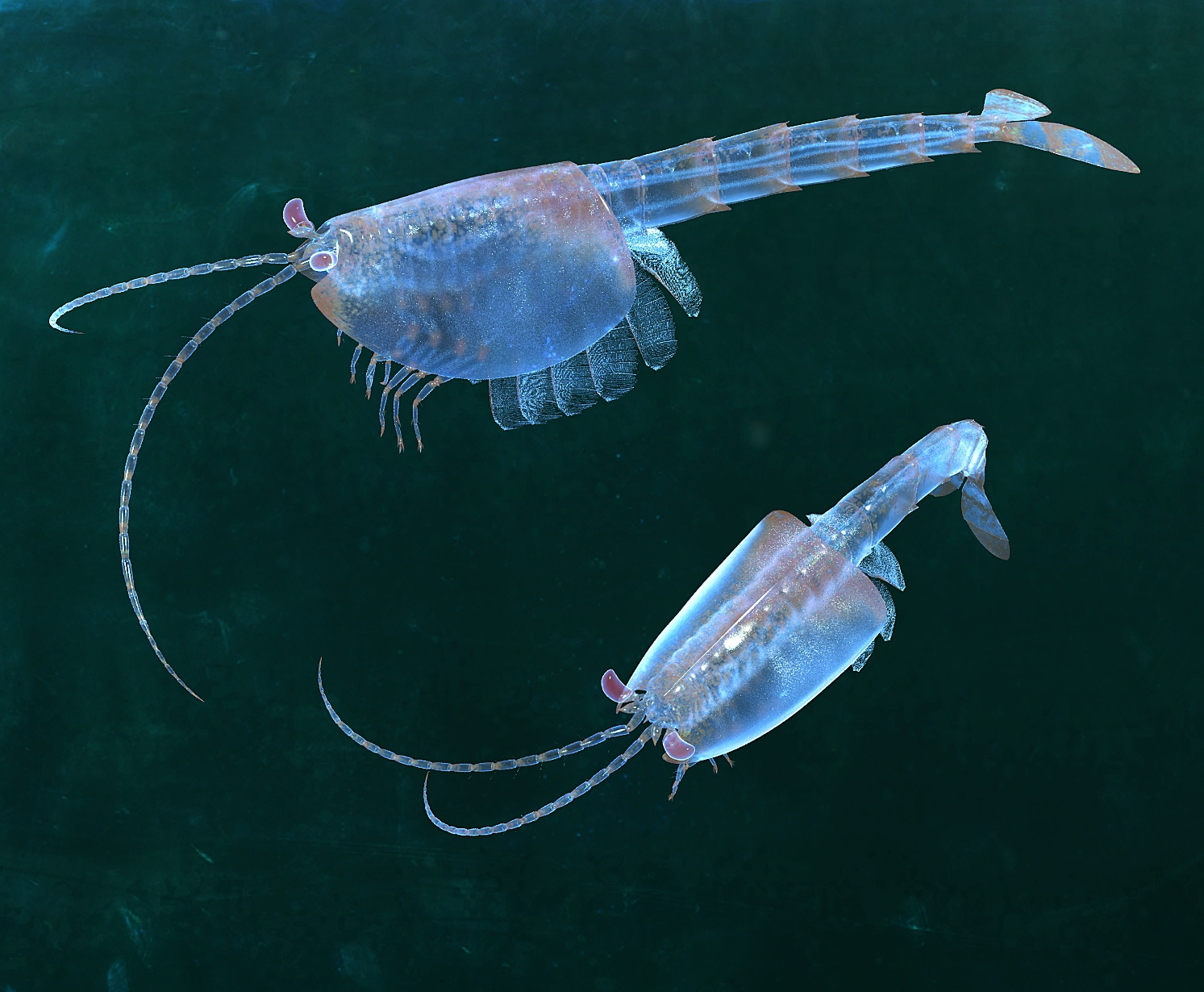
Waptia fieldensis um artrópode crustáceo Comprimento: 4 cm
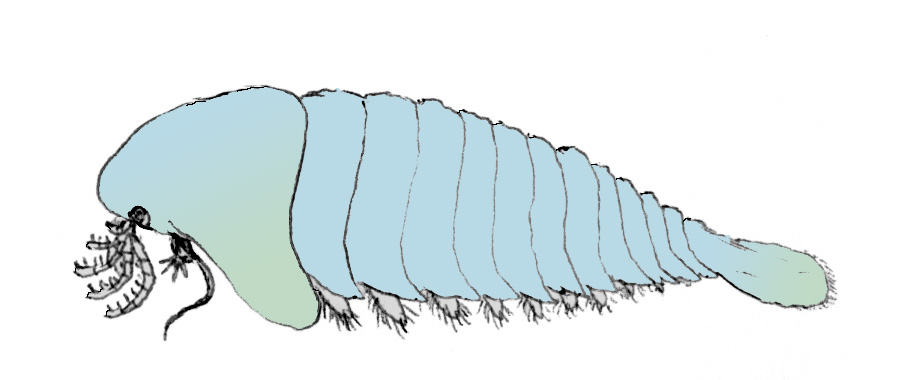
Sanctaris um artrópode quelicerado primitivo Comprimento: 46 a 93 mm
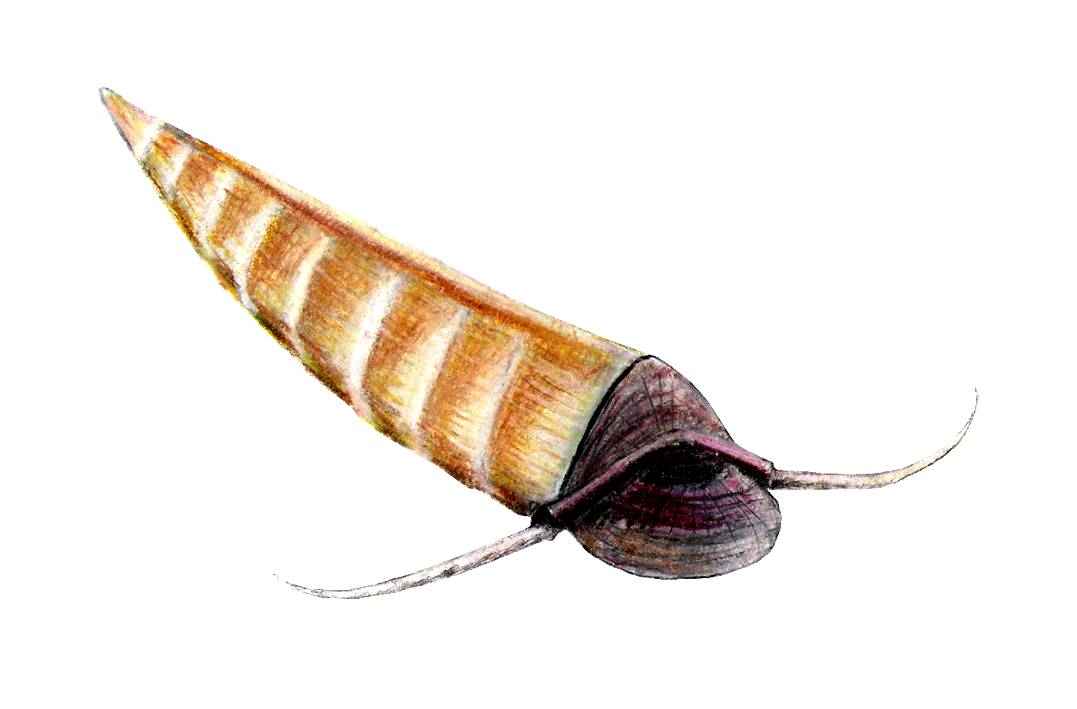
Haplophrentis, um hiolitídeo.
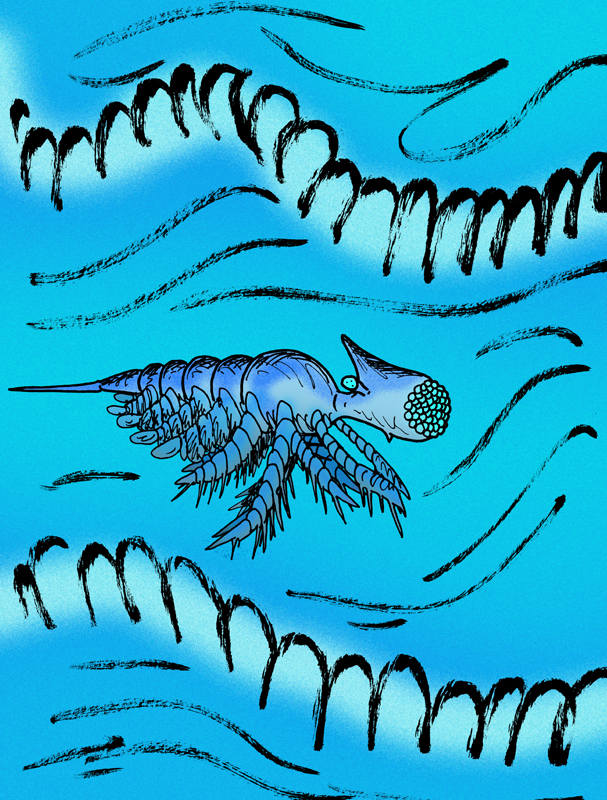
Goticaris, um artrópode.
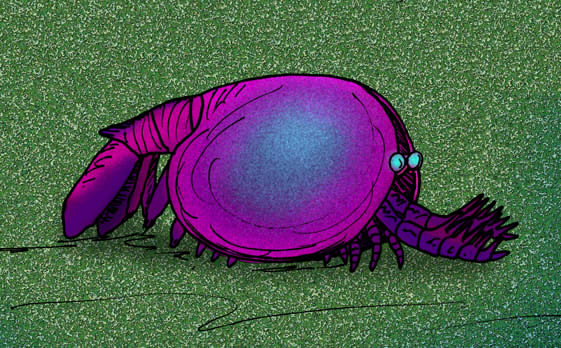
Occacaris, um artrópode.
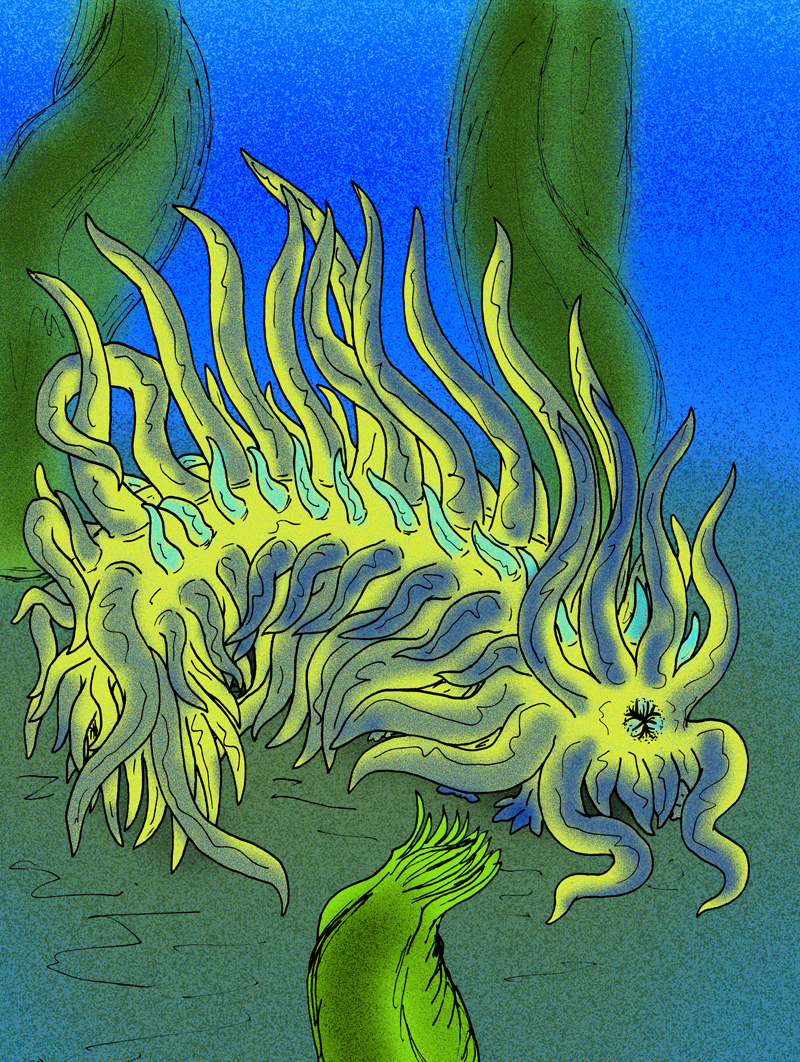
Portalia, um incertae sedis.
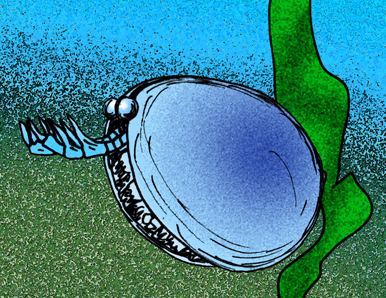
Forfexicaris, um artrópode.
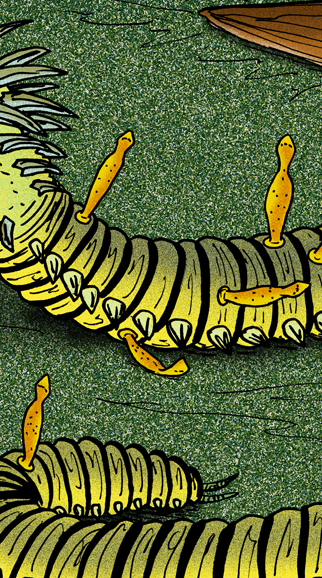
Inquicus parasitando a minhoca Cricocosmia.
Herpetogaster, um incertae sedis.
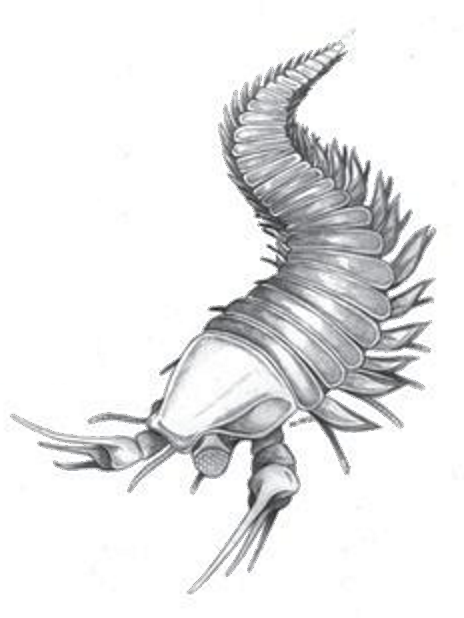
Kootenichela, um artrópode.
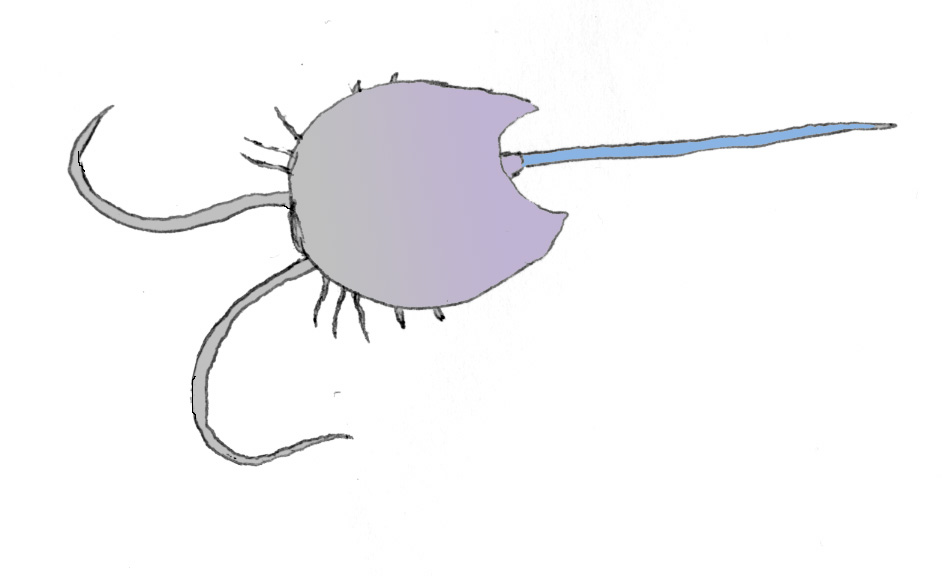
Burgessia, um artrópode.

## Flora
Embora tenha havido uma variedade de plantas marinhas macroscópicas, é geralmente aceito que não houve plantas terrestres naquela época, embora seja provável que um aglomerado microbiano compreendendo fungos, algas e, possivelmente, líquens cobriram a terra.

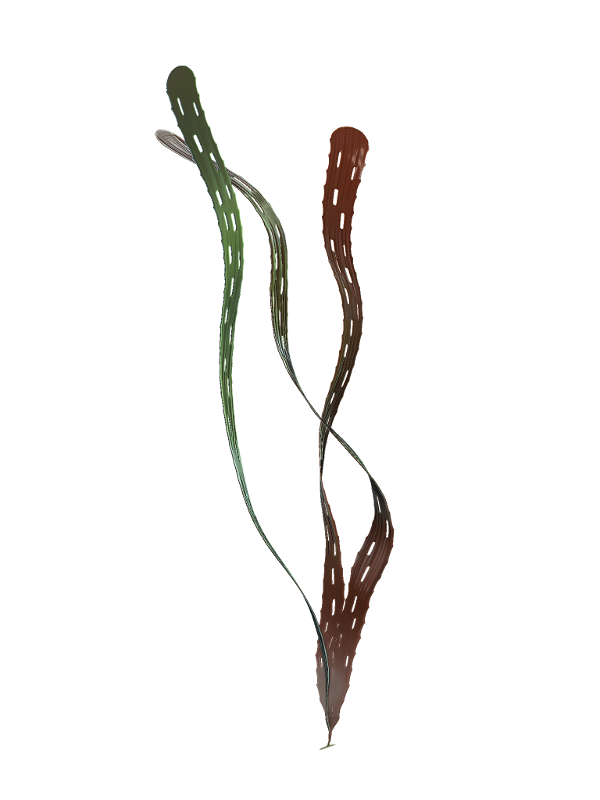
Uma reconstrução de Margaretia, que acredita-se ser uma alga verde.

## Extinção cambriana

Gráfico representando a intensidade das extinções na fauna marinha durante a história geológica da Terra.

Ao final do período cambriano, em torno de há 500 milhões de anos, a Terra passou pela primeira extinção em massa de sua história. As causas desta extinção, assim como das demais extinções em massa, ainda são desconhecidas, embora muitos cientistas aceitem que o mais provável seria uma queda brusca na temperatura do planeta, ocasionando o primeiro caso de glaciação do éon Fanerozoico, registrado no período subsequente, o Ordoviciano. Outra suposição que também é considerada relevante é a da diminuição dos níveis de oxigênio nos mares, o que também poderia ser consequência de uma mudança climática. De qualquer forma, este evento ocasionou  extinção de cerca de 75% das espécies de trilobites e 50% das espécies de esponjas, além de uma grande quantidade de graptólitos, braquiópodes e gastrópodes.
Esta extinção também marcou o fim do domínio dos dinocáridos, e permitiu o maior desenvolvimento dos moluscos e artrópodes, que ocupariam o nicho ecológico deixado por eles nos próximos períodos geológicos, assim como o dos cordados, que só teriam a sua ascensão até o topo da cadeia alimentar no Devoniano.